# Goniastrea palauensis
Goniastrea palauensis là một loài san hô trong họ Faviidae. Loài này được Yabe and Sugiyama mô tả khoa học năm 1936.